# Labrys
La lábrys (λάβρυς, lidio; in greco antico πέλεκυς pélekys; in latino bipennis; in italiano anche ascia bipenne o bipenne) era una scure a due lame, simbolo del potere minoico.

## Utilizzo arcaico

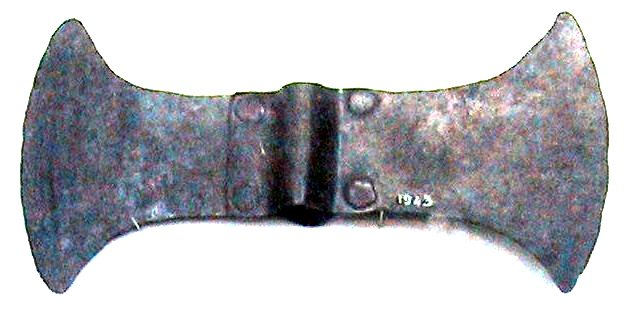
Ascia bipenne cretese in bronzo

Il simbolismo della labrys si riscontra fin dalla media età del bronzo nell'arte e nella mitologia cretese, tracia, nuragica, greca e bizantina. La labrys compare anche nel simbolismo religioso e mitologico africano.
Al contrario di quello che si possa credere, le raffigurazioni nella moderna arte "vichinga" di scure bipenni sono puramente frutto di fantasia, i guerrieri norreni e gli abitanti della Scandinavia non usarono mai tali armi.
Visto il suo significato religioso si è teso a considerare le labrys trovate in contesti archeologici dell'età del bronzo (soprattutto nell'Egeo) come armi sacrificali o cerimoniali. Va però rimarcato come fossero affilatissime, tra le armi meglio affilate dell'età del bronzo, e molto pesanti, adatte al combattimento contro uomini dotati di armatura, quindi è oggi ipotizzabile siano state effettivamente impiegate in combattimento e non solo in cerimonie e parate, anche se l'estrema affilatura ed il peso sono compatibili con l'uso sacrificale ed in particolar modo con la necessità di decapitare sacrifici di grosse dimensioni (tori, equini) con un unico colpo.

## Simbolismo
La bipenne è ritenuta un simbolo sacro legato alle divinità femminili minoiche, in particolare della Grande Madre. Diverse labrys sono state rinvenute negli scavi del palazzo di Cnosso e la leggenda del Labirinto di Cnosso potrebbe condurre al relativo palazzo; è stato ipotizzato che il sostantivo labirinto derivi proprio da labrys, e che quindi il palazzo di Cnosso fosse definito il "palazzo delle labrys". Questo strumento era anche legato a riti e sacrifici.
Negli anni 1970 il labrys è stato ripreso dal movimento lesbico come simbolo dell'indipendenza ed autosufficienza della donna.

### Uso politico
In Grecia il labrys fu usato come simbolo del Metaxismo; durante il regime del 4 agosto rappresentava l'EON, l'organizzazione giovanile di regime, poiché il suo leader Ioannis Metaxas lo riteneva il primo simbolo di tutta la civiltà ellenica.
Fu usato anche nella Francia di Vichy, sullo stendardo personale del capo di Stato Philippe Pétain, sulle monete e su vari manifesti di propaganda; compariva inoltre nel simbolo del Partito francista.
Negli anni '60 fu usato anche dall'organizzazione neofascista italiana Ordine Nuovo.

## Galleria d'immagini

Emblema dell'EON
Bandiera dell'EON recante un labrys al centro
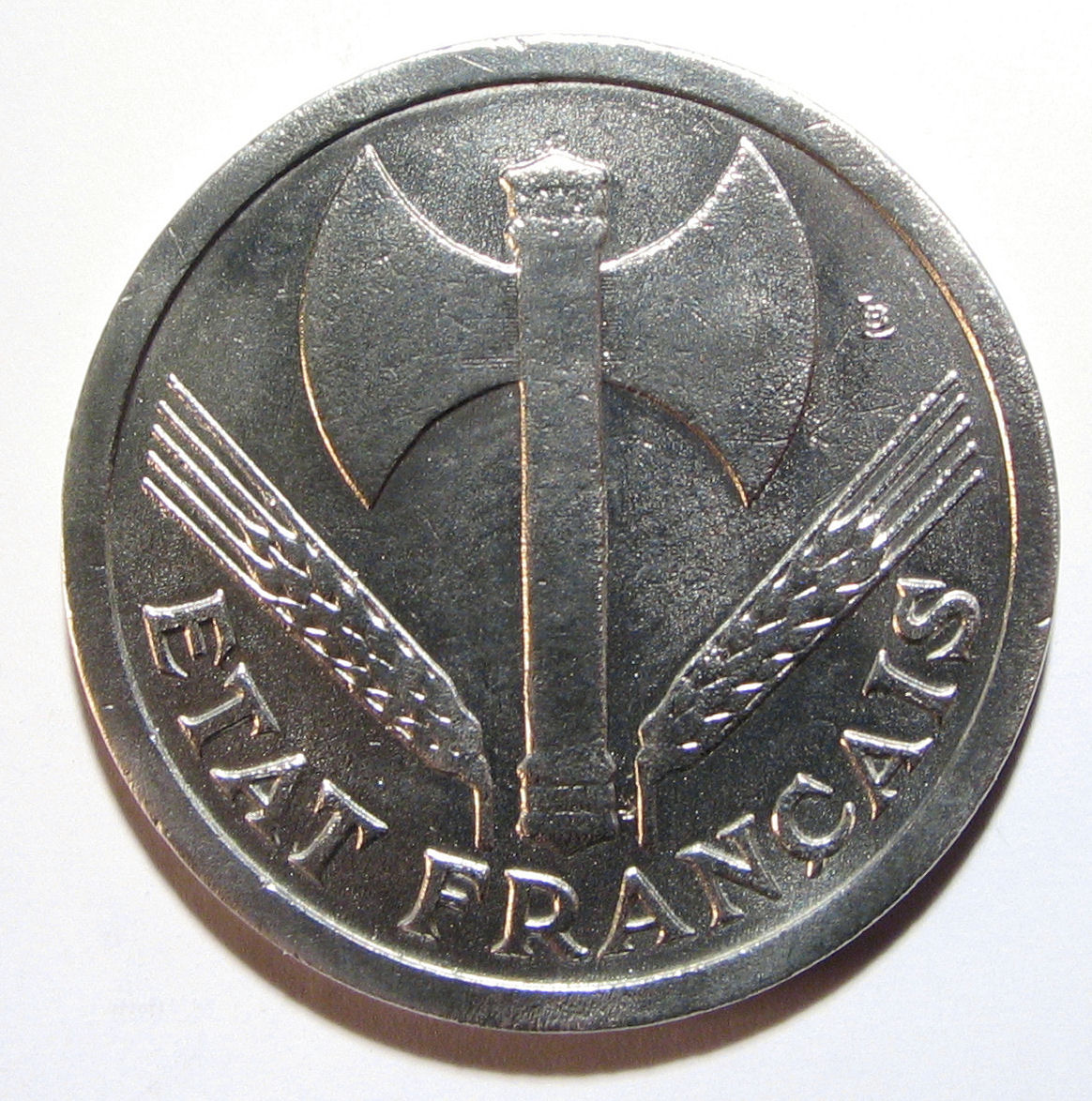
Labrys su una moneta da 2 franchi del 1943, Regime di Vichy
Stemma non ufficiale del Governo di Vichy
Stemma del Partito francista
Bandiera del Partito francista
Bandiera di Ordine Nuovo